# 475
475 (CDLXXV) var ett normalår som började en onsdag i den julianska kalendern.

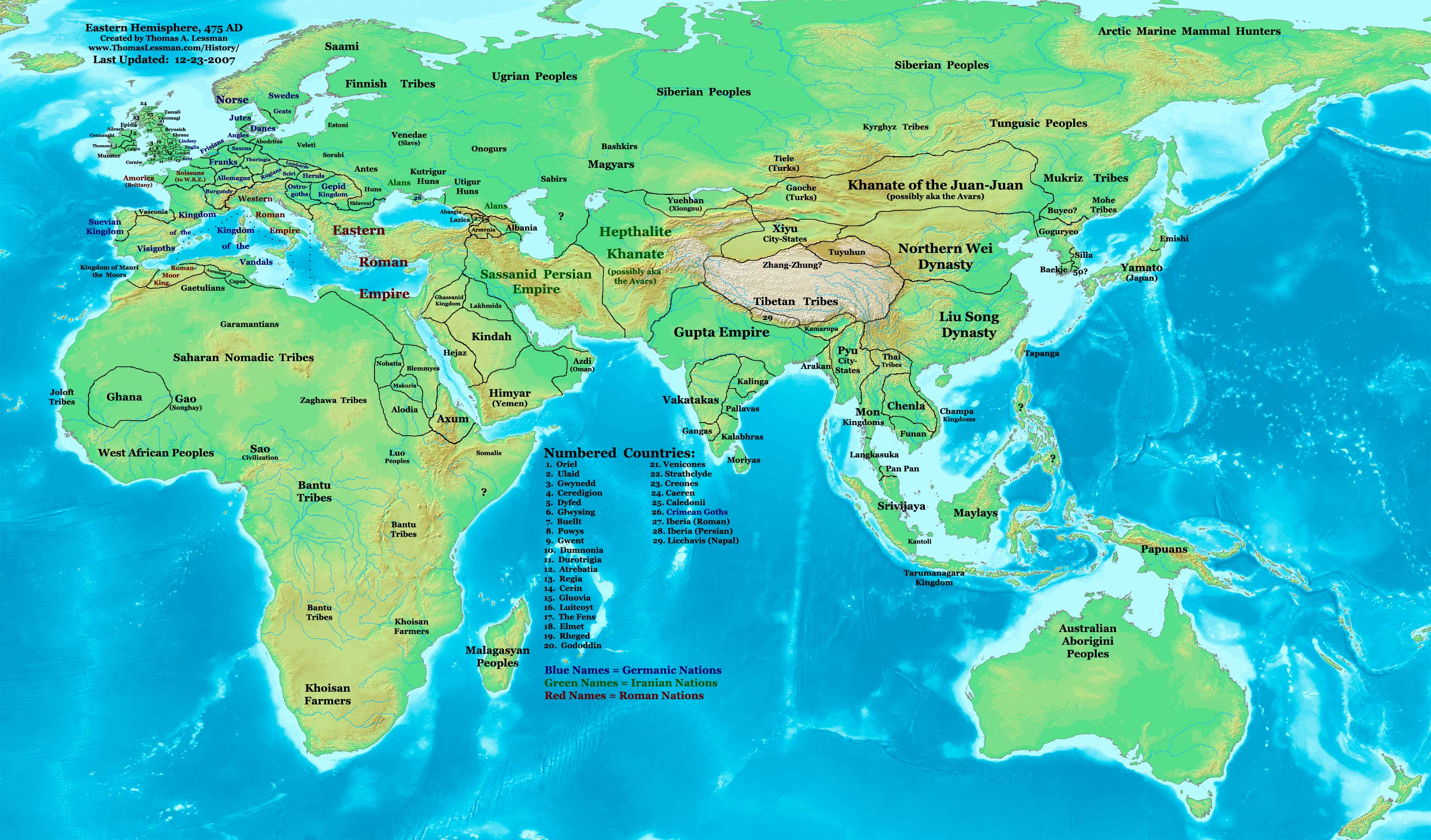
Gamla världen år 475.

## Händelser

### Januari
- 9 januari – Zeno Isauriern störtas som östromersk kejsare och tvingas fly från Konstantinopel.
- 12 januari – Flavius Basiliskos utnämns till ny östromersk kejsare.

### April
- 9 april – Basiliskos utfärdar ett cirkulärbrev (Enkyklikon) till biskoparna i sitt rike, där han stöder monofysitismen.

### Augusti
- 28 augusti – Orestes tvingar den västromerske kejsaren Julius Nepos på flykten.

### Oktober
- 31 oktober – Orestes utser sin egen son, Romulus Augustulus, till västromersk kejsare.

### Okänt datum
- Den visigotiske kungen Eurik återlämnar Provence till Rom, mot att han erhåller full självständighet samt får Auvergne, varpå han låter fängsla Sidonius Apollinaris.
- Kompileringen av den babylonska talmud, den största källan till den judiska Halakha, ligger färdig.
- Bodhidharma reser till Kina (omkring detta år).
- Gongju blir huvudstad i det koreanska kungariket Baekje, efter att Baekje har förlorat Hanfloddalen till Goguryeo.

## Födda
- Clotilda, burgundisk prinsessa och frankisk drottning.

## Avlidna
- Gaero, kung av det koreanska kungariket Baekje (avsatt och avrättad).